# زوتفن
زوتفن (به هلندی: Zutphen) یکی از شهرهای استان خلدرلاند در شرق هلند است. این شهر در ۳۰ کیلومتری شمال شرق آرنهم واقع شده است. جمعیت این شهر طبق آمار سال ۲۰۰۷ معادل ۴۶٬۷۰۹ نفر است.
همچنین این شهر با شهرهای شروپ‌شایر و شروزبری از کشور انگلستان، خواهرخوانده است.

## نگارخانه

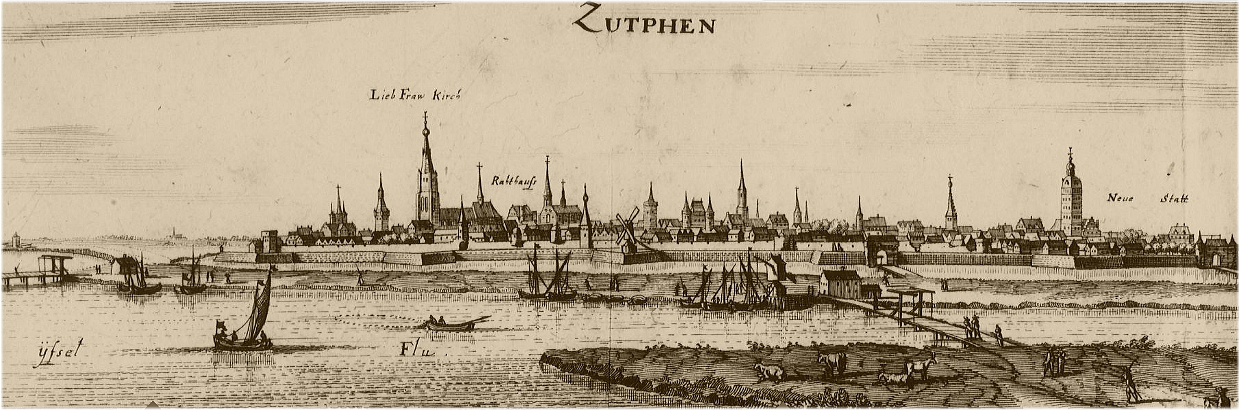
زوفتن (۱۶۵۴)
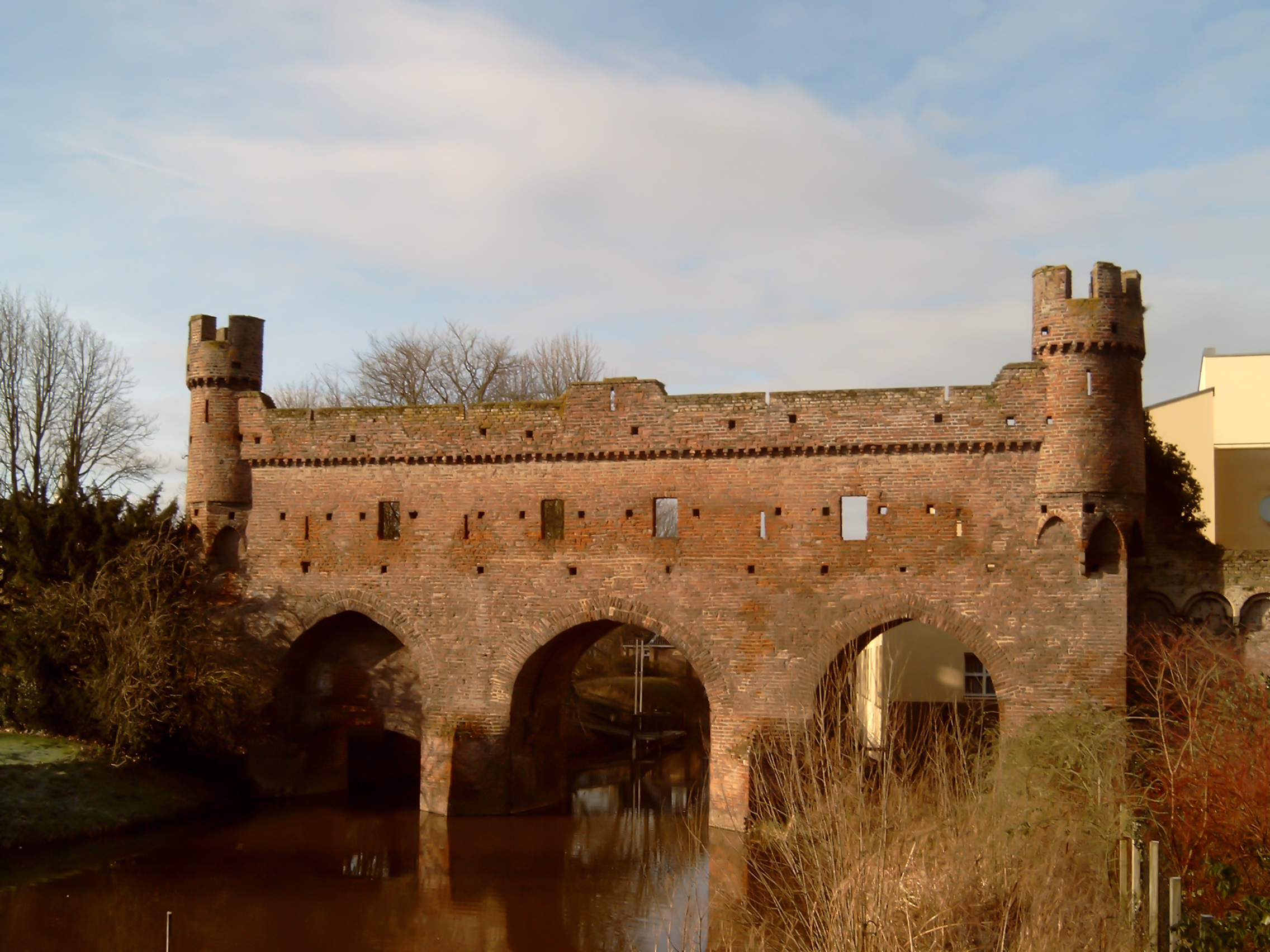
دروازه برکل
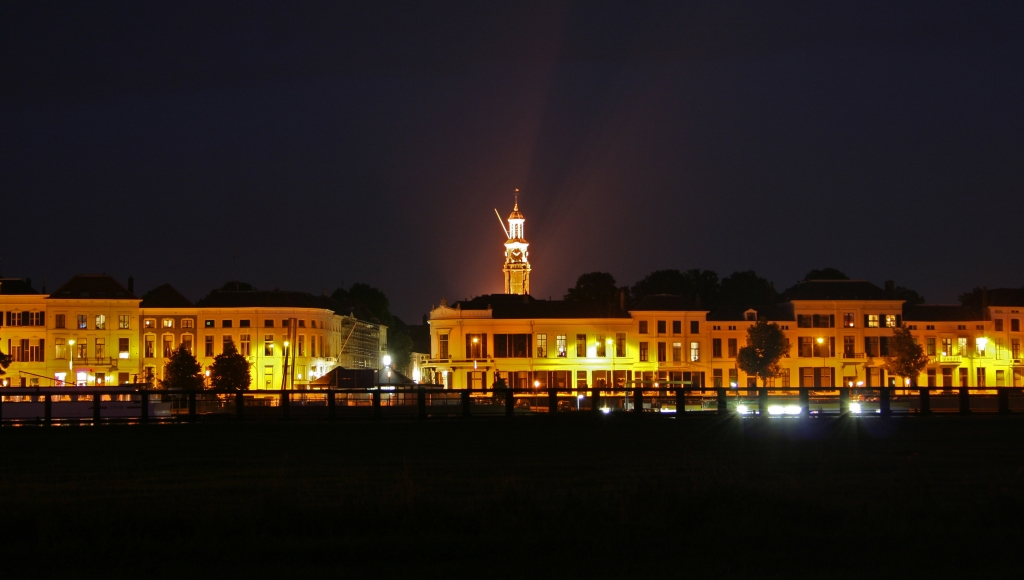
ایسلکید در شب
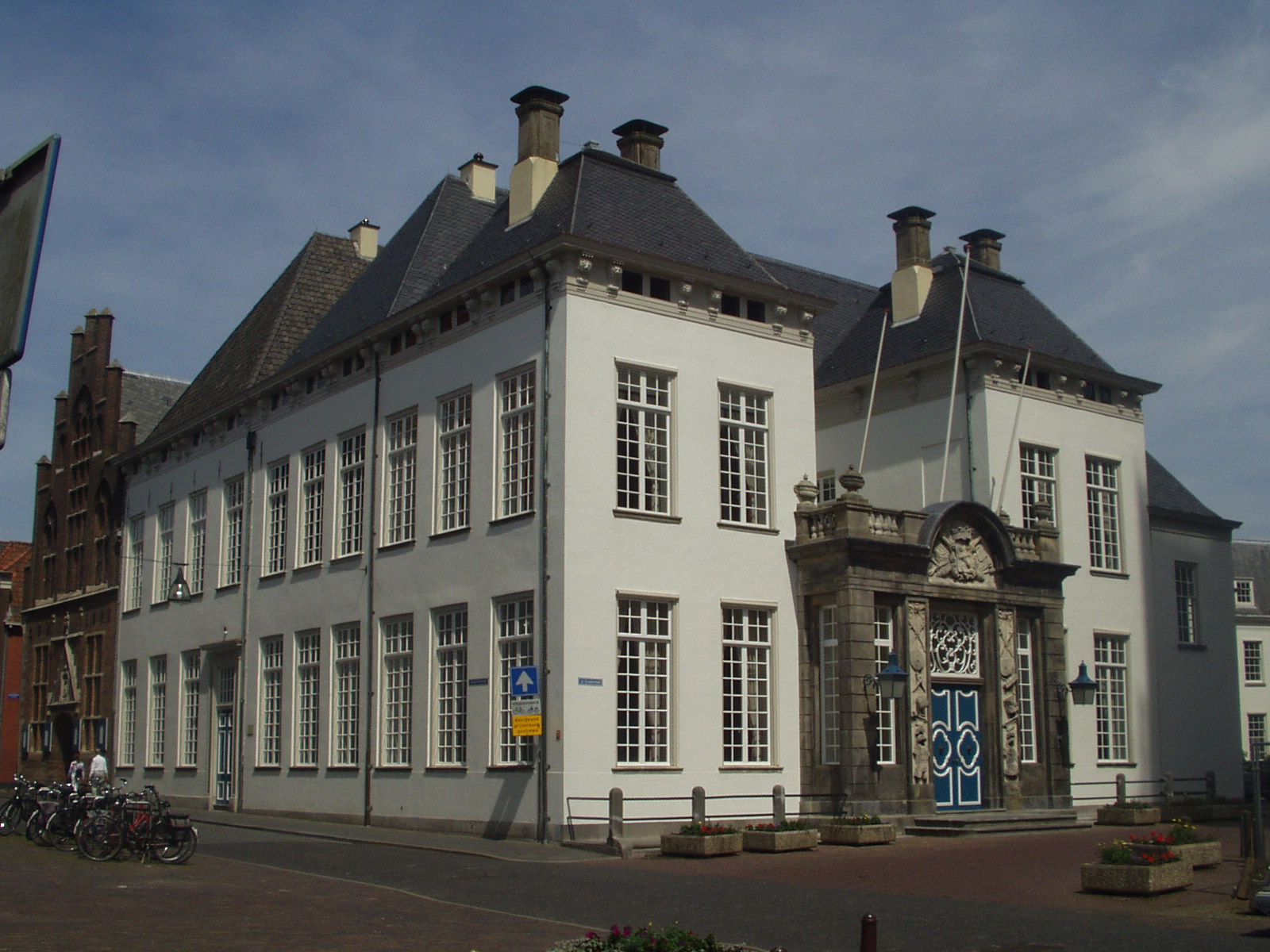
سالن شهر زوفتن
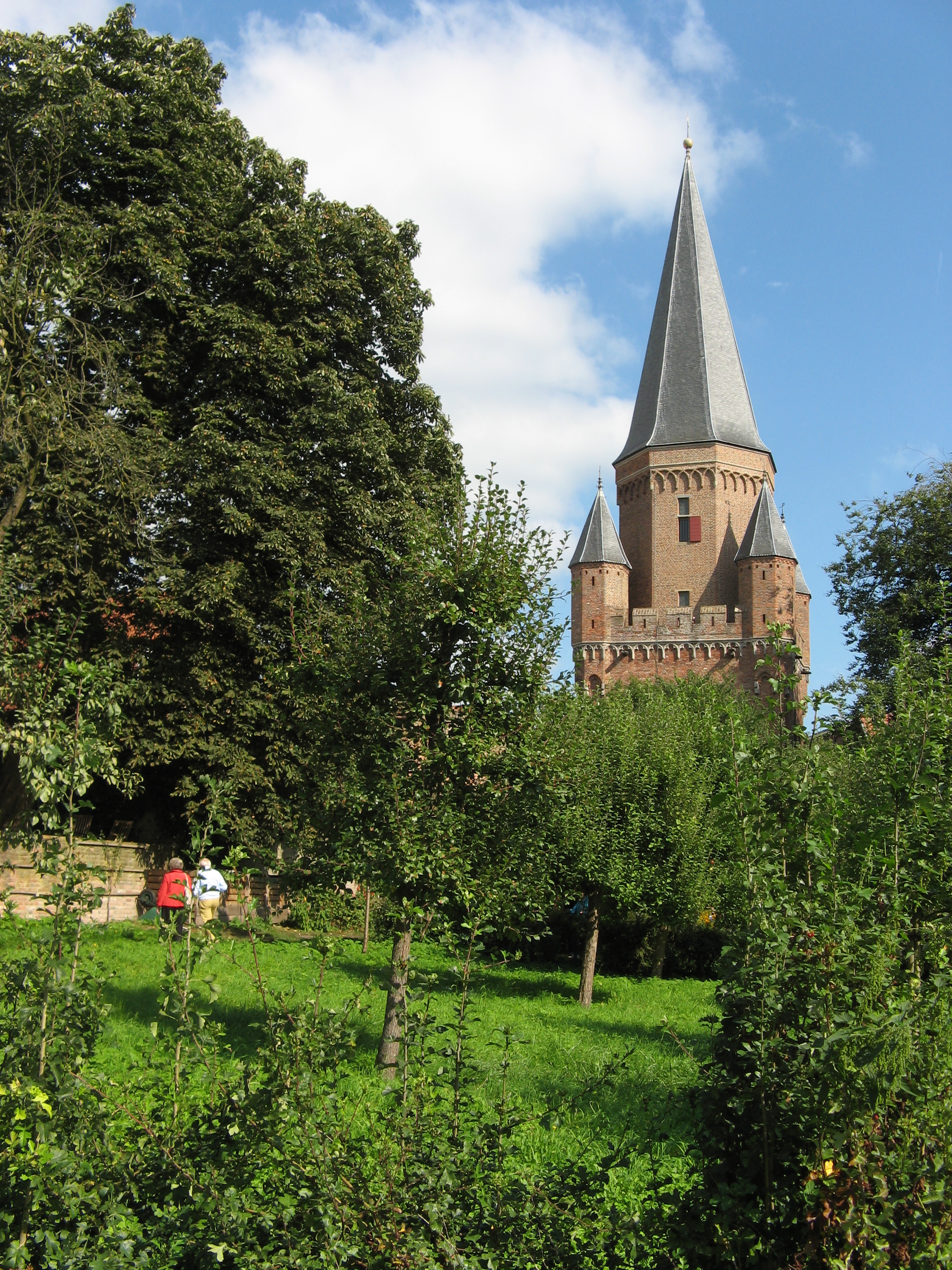
برج درگونپز
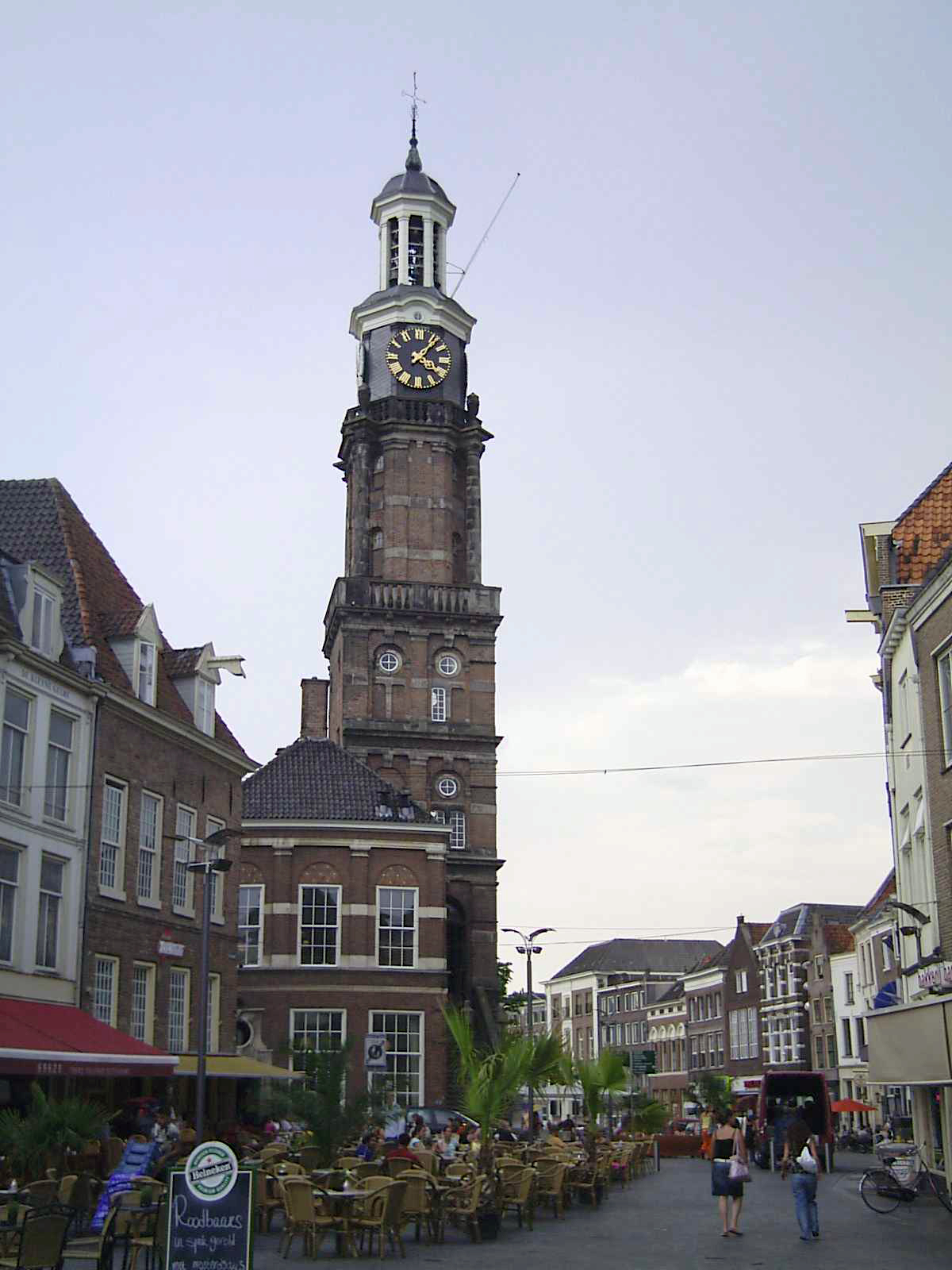
برج ویهویز
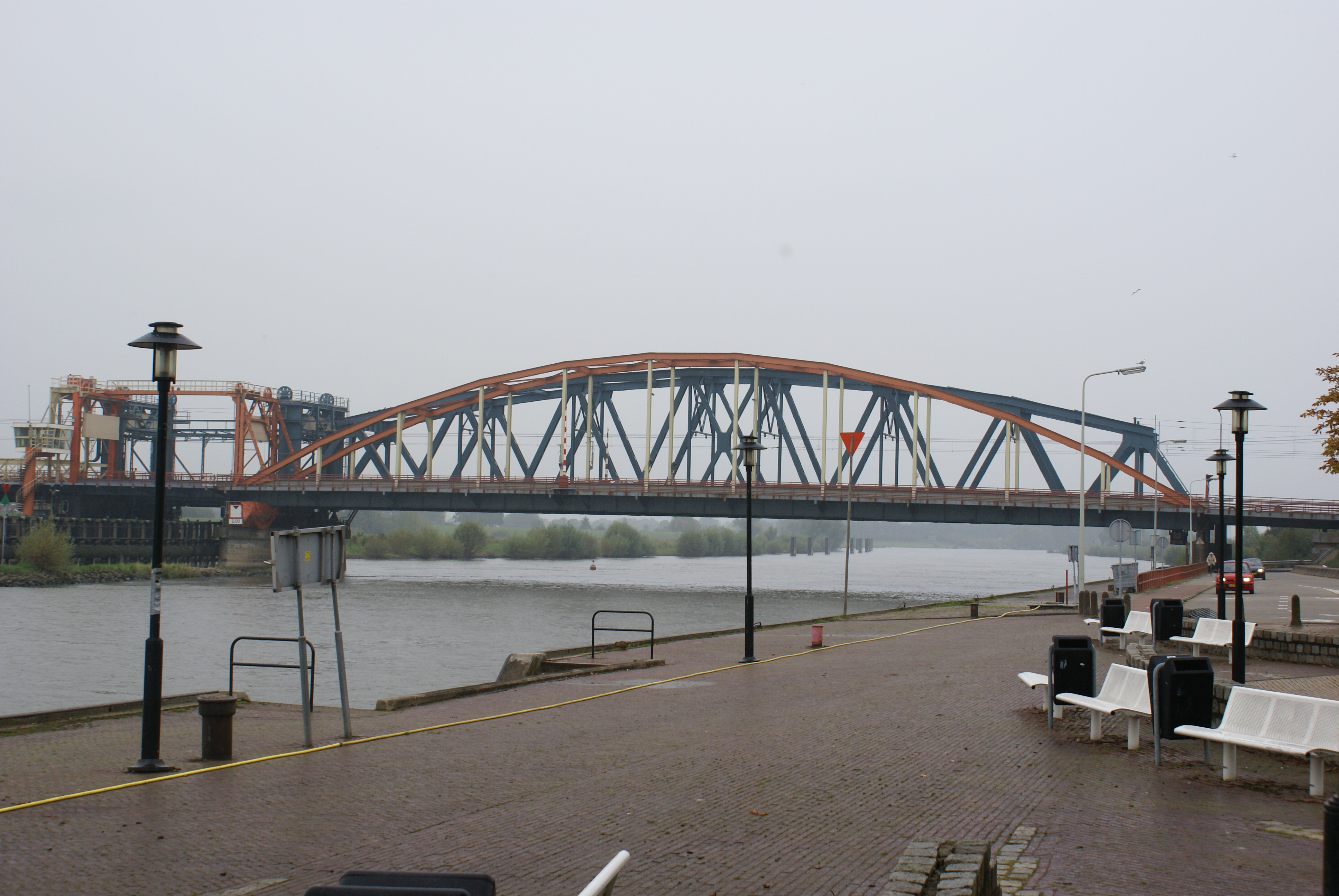
پل ایسل
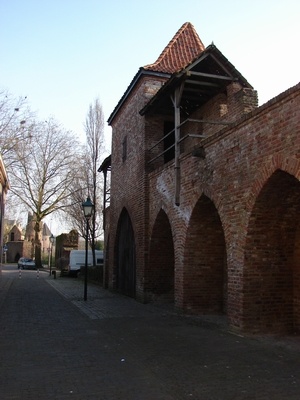
دیوار شهر
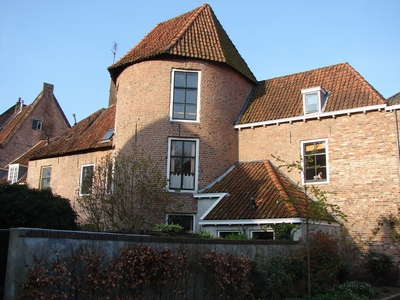
دیوار شهر
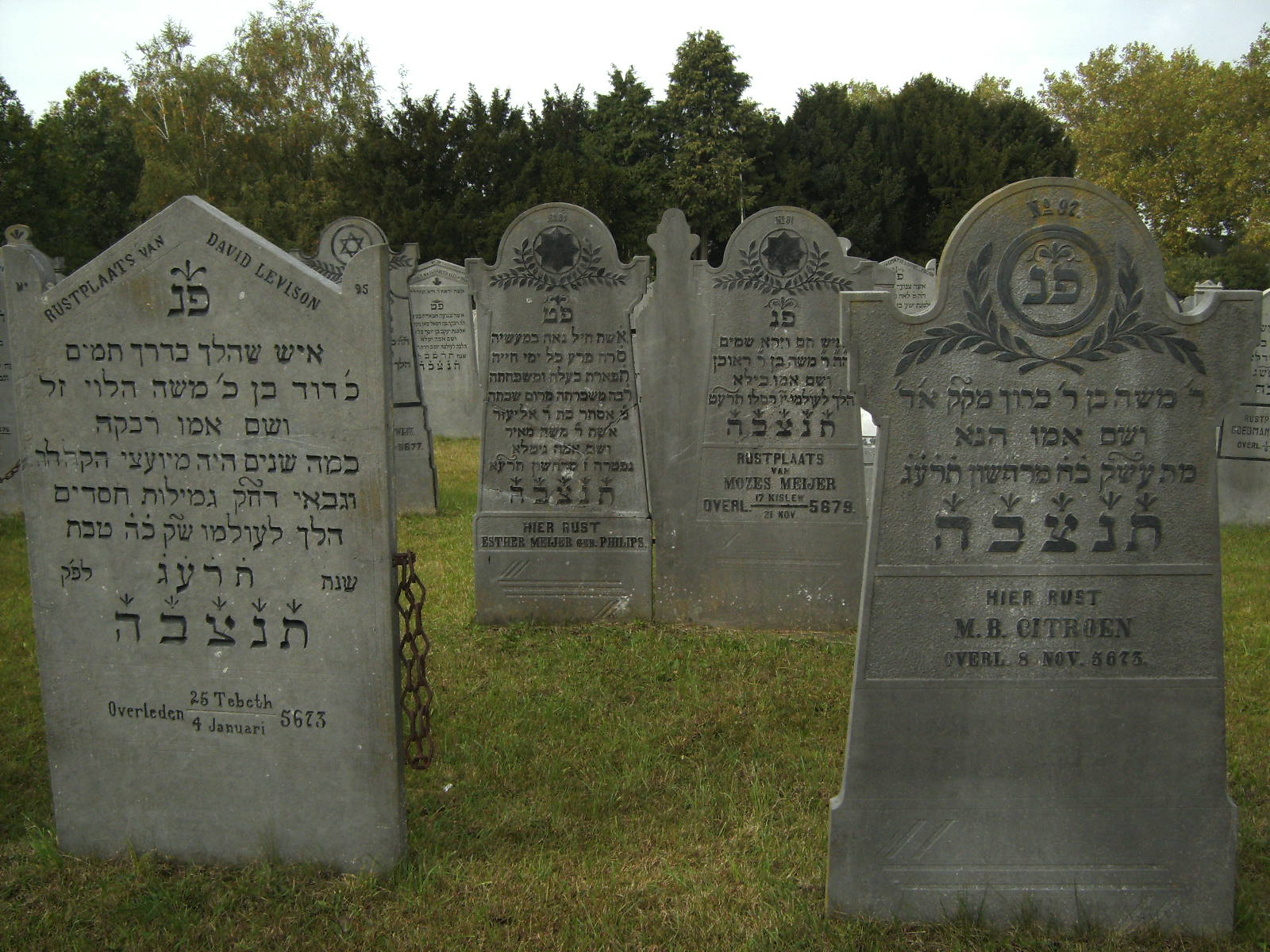
سنگهای یادبود در قبرستان یهودی شهر